# Aprostocetus pomosus
Aprostocetus pomosus är en stekelart som beskrevs av Girault 1913. Aprostocetus pomosus ingår i släktet Aprostocetus och familjen finglanssteklar. Inga underarter finns listade i Catalogue of Life.